# Iwan Draczenko
Iwan Hryhorowycz Draczenko (ukr. Іван Григорович Драченко, ur. 15 listopada 1922 we wsi Wełyka Sewastianiwka w obwodzie czerkaskim, zm. 16 listopada 1994 w Kijowie) – radziecki lotnik wojskowy, kapitan, Bohater Związku Radzieckiego (1944).

## Życiorys
Urodził się w ukraińskiej rodzinie chłopskiej. Skończył szkołę średnią i aeroklub w Leningradzie, od kwietnia 1941 służył w Armii Czerwonej, latem 1943 ukończył wojskową szkołę pilotów w Tambowie i został skierowany na front jako lotnik-szturman (nawigator). Jako starszy lotnik 140 gwardyjskiego pułku lotnictwa szturmowego 8 Gwardyjskiej Dywizji Lotnictwa Szturmowego 1 Korpusu Lotnictwa Szturmowego 5 Armii Powietrznej Frontu Stepowego wykonał w bitwie pod Kurskiem 21 lotów bojowych, niszcząc 3 czołgi, 20 samochodów z zapasami i siłą żywą wroga, 4 działa i magazyn z zapasami i zabijając wielu żołnierzy. 14 sierpnia 1943 wykonując lot Iłem-2 staranował myśliwiec wroga i wyskoczył na spadochronie, odnosząc ciężkie rany i dostając się do niewoli, z której we wrześniu 1943 uciekł i przedostał się przez linię frontu. Po wyleczeniu ran, w marcu 1944 powrócił do swojego pułku, później wykonał jeszcze 34 loty bojowe, niszcząc 8 czołgów, 12 samochodów, 2 baterie dział i magazyn. 26 czerwca 1944 wykonał lot zwiadowczy w rejon Jass i został zaatakowany przez niemieckie myśliwce, jednak zdołał odeprzeć wszystkie ataki. Do sierpnia 1944 wykonał sto lotów zwiadowczych oraz nalotów na siłę żywą i technikę wroga; w 14 walkach powietrznych strącił 5 samolotów wroga. Później wyróżnił się w operacji wiślańsko-odrzańskiej i berlińskiej, wojnę zakończył w stopniu kapitana. Łącznie w czasie wojny wykonał 151 lotów bojowych, stoczył 24 walki powietrzne, strącając 5 samolotów wroga, a 9 wrogich samolotów niszcząc na lotniskach, zniszczył 4 mosty i wiele techniki i siły żywej przeciwnika. W momencie zakończenia wojny miał stopień kapitana. Po wojnie studiował w Akademii Wojskowo-Powietrznej, w 1947 z powodu stanu zdrowia został przeniesiony do rezerwy. W 1953 ukończył studia na Wydziale Prawnym Kijowskiego Uniwersytetu Państwowego, a później aspiranturę, pracował jako dyrektor szkoły młodzieży robotniczej i zastępca dyrektora Pałacu Kultury "Ukraina" w Kijowie. Był jednym z czterech polnych kawalerów Orderu Sławy wyróżnionych tytułem Bohatera Związku Radzieckiego. Został pochowany na Cmentarzu Bajkowa.

## Odznaczenia
- Złota Gwiazda Bohatera Związku Radzieckiego (26 października 1944)
- Order Lenina
- Order Czerwonego Sztandaru
- Order Sławy I klasy (26 listopada 1968)
- Order Sławy II klasy (7 października 1944)
- Order Sławy III klasy (5 czerwca 1944)
- Order Wojny Ojczyźnianej I klasy (dwukrotnie)
- Order Czerwonej Gwiazdy

I medale.